# スカイ&テレスコープ
スカイ&テレスコープ（Sky & Telescope、通称S&T）はアメリカ合衆国のアマチュア天文学分野の月刊誌である。
1941年にThe Sky誌とThe Telescope誌の合併により創刊され、現在ではNew Track Media社のSky Publishing部門によって発行されている。
記事の内容は
- 天文と宇宙探査の最新のイベント
- アマチュア天文学のイベント
- 天文機器、本、コンピュータソフトの紹介
- アマチュアによる望遠鏡の製作
- 天体写真

など。読者の投稿やその分野の専門家の執筆によって構成されている。写真ページはフルカラーで、アマチュアおよびプロの天体写真を掲載する。
小惑星(3243) Skytelはスカイ&テレスコープにちなんで命名された。

## ザ・テレスコープ
ザ・テレスコープ（The Telescope）は、1931年から1941年にかけて発行されていたアマチュア天文学の雑誌。
本誌はHarlan Stetson編集長（オハイオ州のパーキンス天文台理事）のもと、季刊で創刊した。内容は、その時代の研究成果に関する通俗的な記事。1934年、Stetsonはマサチューセッツ州ケンブリッジに移るが、雑誌の編集拠点もそれに伴って移動した。ドナルド・メンゼル編集長のもと、出版の業務をハーバード大学天文台とBond Astronomical Clubに共同で任せるようになる。この時期、隔月刊となる。1941年、The Skyと合併してSky & Telescopeとなる。現在（2021年）に至る。